# Ion Crăciunescu
Ion Crăciunescu (Craiova, 27 settembre 1950) è un ex arbitro di calcio rumeno.
È famoso per aver arbitrato la finale della Coppa dei Campioni 1994-1995, giocata tra Ajax e Milan.
Internazionale dal 1984, si ritirò nel 1996 per limiti di età, e fu presidente della commissione arbitrale rumena tra il 2003 e il 2005.
Sempre nel 1995 arbitrò due gare della Confederations Cup.